# Kingfield (Maine)
Kingfield est une ville américaine située dans le Comté de Franklin, dans le Maine. Selon le recensement de 2020, sa population est de 960 habitants.